# Лэутару, Барбу
Барбу Лэутару (рум. Barbu Lăutaru; род. ок. 1780 года — умер ок. 1860) — молдавский певец и музыкант.
Родился в 1780 году. Настоящая имя и фамилия лэутара — Василе Барбу. Родился в Яссах, посвятил себя лэутарскому делу с детских лет.
Он научился играть на скрипке, нае и кобзе. В 1812 году Василе Барбу избрали старостой лэутарского цеха в его родном городе. Он умер в 1860 году.

## Память
- В городе Кишинёв[1][2] и Чимишлия улицы носят названия в честь молдавского лэутара.
- Оркестр народной музыки «Барбу Лэутару» (Бельцы)[3].